# Liste von Justizirrtümern in der deutschen Rechtsprechung
Diese Liste enthält zeitlich geordnet bekannte Fälle von Justizirrtümern in der deutschen Rechtsprechung. Zusätzlich werden kontroverse Fälle aufgeführt, in denen ein Fehlurteil nicht offiziell bestätigt wurde, an der Richtigkeit des Urteils jedoch durch Experten in der Öffentlichkeit erhebliche Zweifel geäußert wurden.

## Bekannte Justizirrtümer

### Bis 1950
- Josef Jakubowski wurde 1926 in Mecklenburg für einen Mord hingerichtet, den er nicht begangen hatte. Der wirkliche Täter legte zwei Jahre später ein Geständnis ab.
- Johann Evangelist Lettenbauer wurde 1947 vom Landgericht Lindau wegen Mordes an seiner Tochter und seinem Enkel verurteilt. Daraufhin war er 18 Jahre eingesperrt, zunächst 10 Jahre im Zuchthaus, dann in einer Heil- und Pflegeanstalt sowie in einem Altersheim. Im März 1965 wurde der Fall nach einer neuen Zeugenaussage neu aufgerollt und gegen den teilweise geständigen Haupttatverdächtigen Manfred Jung ermittelt. 1965 wurde Lettenbauer in einem Wiederaufnahmeverfahren vom Landgericht Kempten wegen erwiesener Unschuld freigesprochen.
- Hans Burkert saß sechs Jahre in Haft, nachdem er 1947 vom Landgericht Weiden wegen Totschlags zu zwölf Jahren Zuchthaus verurteilt worden war. Der Hauptbelastungszeuge war sich sicher, Burkert bei dem Mord im Mondschein erkannt zu haben. 1952 wurde Burkert in einem Wiederaufnahmeverfahren freigesprochen. Dazu hatten vier Gutachten geführt, die es infolge von schlechten Sichtverhältnissen am Tatort und der stark eingeschränkten Sehfähigkeit des Belastungszeugen für ausgeschlossen hielten, dass dessen Aussage belastbar sei. In einem psychologischen Gutachten wurde zudem der Belastungszeuge als wichtigtuerisch, eigenwillig und unglaubwürdig bezeichnet. In dem Hauptprozess hatte Burkerts Verteidiger bereits entsprechende Beweisanträge gestellt (Gutachten), die vom Gericht allerdings abgelehnt worden waren.[1][2][3]
- Arthur Meinberg wurde 1950 in einem Indizienprozess vom Landgericht Siegen wegen Mordes zu einer lebenslangen Freiheitsstrafe verurteilt. 1968 wurde die Vollstreckung der Strafe ausgesetzt, nachdem sein Ex-Arbeitgeber Privatdetektive mit neuen Recherchen beauftragt hatte. Diese hatten eine Zeugin ermittelt, die Meinberg zum Tatzeitpunkt zwei Kilometer vom Tatort entfernt gesehen hatte. 1970 wurde Meinberg in einem Wiederaufnahmeverfahren nachträglich freigesprochen.[4][5][6]

### 1951 bis 1980
- Hans Hetzel saß 14 Jahre für einen 1953 angeblich begangenen Mord bei Offenburg unschuldig im Gefängnis, ehe er 1969 freigesprochen wurde.
- Maria Rohrbach wurde 1958 in einem Indizienprozess vom Landgericht Münster zu lebenslangem Zuchthaus wegen Mordes an ihrem Ehegatten verurteilt. 1961 wurde sie in einem Wiederaufnahmeverfahren freigesprochen.
- Adolf Scharnowsky, 1959, Tatvorwurf: Mord, Landgericht Lübeck, Urteil: lebenslängliche Haft, verbüßte Haft: 14 Jahre und 7 Monate, in einem Wiederaufnahmeverfahren nachträglich freigesprochen[7][8][9]
- Eva Mariotti wurde 1964 vom Landgericht Hamburg wegen eines 1946 verübten Raubmordes zu lebenslangem Zuchthaus verurteilt. Der Bundesgerichtshof hob das Urteil allerdings auf. In einem weiteren Prozess wurde Mariotti 1965 freigesprochen.
- Klaus Peter Löser, ab 1965 über 18 Jahre hinweg in der geschlossenen Forensischen Psychiatrie in Marburg, nachdem er in einem von Gewalt geprägten Elternhaus der Mutter Schläge versetzt hatte. Ihm wurden in der Psychiatrie gegen seinen Willen ständig hohe Dosierungen an Psychopharmaka verabreicht. Der Landeswohlfahrtsverband Hessen wurde später zur Zahlung von 500.000 DM Schmerzensgeld an Löser verurteilt.[10][11][12]
- Holger Gensmer, 1971, Tatvorwurf: Mord und Unzucht mit einem Kind, Landgericht Hamburg, Urteil: lebenslängliche Haft, verbüßte Haft: 16 Jahre, in einem Wiederaufnahmeverfahren nachträglich wegen erwiesener Unschuld freigesprochen.[13][14][15][16]
- Vera Stein, bürgerlich Waltraud Storck, wurde ab 1974, auf Beschluss verschiedener Gerichte (darunter das Hanseatische Oberlandesgericht in Bremen), ohne hinreichende Diagnose und gegen ihren Willen, jahrelang in geschlossenen psychiatrischen Anstalten festgehalten und mit Psychopharmaka behandelt. Dabei wurde normales pubertäres Verhalten und die Folgen einer Polio-Infektion als Hebephrene Schizophrenie fehldiagnostiziert. Ihr Vater war treibende Kraft bei den vielen stationären Zwangseinweisungen zwischen 1974 und 1979, sogar noch nachdem Stein (Storck) die Volljährigkeit erreicht hatte. Der Europäische Gerichtshof für Menschenrechte urteilte 2005, dass ihre Unterbringung einen Verstoß gegen die Europäische Menschenrechtskonvention darstellte.
- Otto Becker wurde 1975 im Mordfall Carmen Kampa zu einer Freiheitsstrafe von 12 Jahren und 3 Monaten verurteilt. Nachdem der Bundesgerichtshof das Urteil aufgehoben hatte, wurde Becker 1976 vom Landgericht Bremen freigesprochen. Spätere Ermittlungen mit moderner DNA-Technik ergaben 2011, dass der Mord sehr wahrscheinlich von einem Bremer Wachmann begangen worden war.

### 1981 bis 1990
- Gabriele Gottwald, Bundestagsabgeordnete, wurde 1984 wegen Beleidigung verurteilt, weil sie von einem Polizisten zu Unrecht beschuldigt worden war. Der Polizist gestand 2008 seine Falschbeschuldigungs-Tat.
- Michael Mager saß sechs Jahre wegen Mordes an einer Rentnerin im Gefängnis. Nach stundenlangen Verhören hatte Mager den Mord Ende 1983 gestanden. Kurze Zeit später widerrief er allerdings sein Geständnis. 1995 gestand der wahre Täter, Thomas Rung, schließlich den Mord an der Rentnerin im Jahre 1983. Mager wurde 1996 in einem Wiederaufnahmeverfahren vom Landgericht Berlin nachträglich freigesprochen.
- Wolfgang J. wurde vom Landgericht Koblenz zu einer lebenslangen Haftstrafe verurteilt, weil er 1985 eine Schülerin vergewaltigt und ermordet haben soll. Er saß dafür 29 Monate in Untersuchungshaft. Eine DNA-Analyse, um die er selbst kämpfen musste, brachte dann die Wahrheit ans Licht. Die Zeugenaussagen, die ihn in Haft brachten, stellten sich als falsch heraus. Diese waren ein Racheakt der Familie seiner Lebensgefährtin, nachdem Wolfgang J. deren Onkel wegen jahrelangen sexuellen Missbrauchs seiner Partnerin angezeigt hatte. J. wurde 1988 freigesprochen.[17][18]
- Richard Simmons, 1986, Tatvorwurf: Vergewaltigung und Mord, Landgericht Bielefeld, Urteil: 15 Jahre Haft, verbüßte Haft: 8,5 Jahre. Eine nachträgliche DNA-Analyse ergab, dass er nicht der Täter gewesen sein konnte. Simmons wurde 1994 in einem Wiederaufnahmeverfahren wegen erwiesener Unschuld nachträglich freigesprochen.[19][20][21]
- Bernd Herborth wurde 1989 vom Landgericht Paderborn zu 18 Monaten Haft auf Bewährung verurteilt, wegen sexuellen Missbrauchs seiner Tochter. Grundlage dafür war ein Glaubwürdigkeitsgutachten, das die 8-jährige Tochter als glaubwürdig einstufte. Herborth verlor dadurch seine Anstellung als Realschullehrer und seine Familie. Wegen erwiesener Unschuld wurde er 1996 in einem Wiederaufnahmeverfahren freigesprochen.[22]

### 1991 bis 2000
- Anton Windhager saß infolge einer Falschaussage eines 13-jährigen Mädchens drei Jahre und vier Monate unschuldig im Gefängnis. Er war 1993 vom Landgericht Weiden wegen Vergewaltigung verurteilt worden. Ein Wiederaufnahmeantrag scheiterte 1994. Windhagers Anwalt warf den Ermittlern und dem Gericht eklatante Fehler vor. So war dem Mädchen bereits vor der Gegenüberstellung ein Foto von Windhager gezeigt worden. Überdies hätte die mit einem Glaubwürdigkeitsgutachten beauftragte Gutachterin besser befragt werden müssen, zumal diese später einräumte, dass das Mädchen den Täter verwechselt haben könnte. 1999 erfuhr Windhager, dass das inzwischen erwachsene Mädchen seine frühere Aussage widerrufen hatte. Nicht Windhager (genannt Toni) habe sie vergewaltigt, sondern der damalige Freund ihrer Mutter. Weil er ihr mit Gewalt gedroht habe, falls sie die Wahrheit sagen sollte, erfand sie den „Toni aus dem Nachbarort“. Ende 2000 wurde Windhager nachträglich freigesprochen.[23][24][25]
- Adolf S. wurde 1995 vom Landgericht Osnabrück wegen des Vorwurfs der Vergewaltigung seiner Tochter zu einer Freiheitsstrafe von sieben Jahren verurteilt. 1996 wurde auch der Onkel der Tochter, Bernhard M., wegen des gleichen Vorwurfs zu einer Freiheitsstrafe von viereinhalb Jahren verurteilt. Es gab keine Geständnisse, Zeugenaussagen von Dritten oder andere Beweise – nur die Beschuldigungen eines 18-jährigen Mädchens, das sich später als psychisch krank herausstellte. Überdies wurde ein Gutachten vom Gericht ignoriert, ebenso wie gewichtige Indizien, z. B. ein noch intaktes Hymen der 18-Jährigen. Nach vollständiger Verbüßung der Haftstrafen konnte die Gerichtsreporterin Sabine Rückert ein Wiederaufnahmeverfahren erwirken. Dieses endete mit Freisprüchen für beide.
- Donald Stellwag saß acht Jahre wegen eines von ihm nicht begangenen Bankraubs mit Geiselnahme im Gefängnis. Zu seiner Verurteilung durch das Landgericht Nürnberg-Fürth hatte 1995 ein fehlerhaftes Anthropologisches Vergleichsgutachten des Sachverständigen Cornelius Schott geführt. Nach Verbüßung seiner Haft wurde der wahre Täter des Bankraubs gefasst, der dazu ein Geständnis ablegte.
- Monika Reimann wurde 1996 infolge eines fehlerhaften anthropologischen Gutachtens des Sachverständigen Cornelius Schott zu einem Jahr Haft auf Bewährung verurteilt. Ihr war vorgeworfen worden, als Krankenschwester in einem Dortmunder Krankenhaus einem Patienten dessen Scheckkarte samt PIN gestohlen und damit bei mehreren Banken 14.400 Mark aus Geldautomaten gezogen zu haben. Das Verfahren endete nicht mit einem Wiederaufnahmeverfahren, sondern durch Einstellung seitens der Staatsanwaltschaft nach sechs Jahre andauernden Ermittlungen. Reimann hatte nach dem Schuldspruch mehrere andere Gutachter beauftragt, die zu dem Schluss kamen, dass an Schotts Bildurteil schwerwiegende Zweifel angebracht seien.
- Dieter Gill saß infolge einer Falschaussage seiner Tochter sieben Jahre im Gefängnis. Er war 1996 vom Landgericht Kempten wegen Vergewaltigung seiner 10-jährigen Tochter zu der Haftstrafe verurteilt worden. Die Tochter hatte nach vollständiger Verbüßung seiner Haft gestanden, dass sie seinerzeit mit ihren Tatvorwürfen gelogen hatte. 2013 wurde Gill in einem Wiederaufnahmeverfahren nachträglich freigesprochen.
- Christos Orfanidis, 1997, Tatvorwurf: Räuberische Erpressung, Landgericht Frankfurt am Main[26][27]
- Harry Wörz wurde 1998 vom Landgericht Karlsruhe wegen versuchten Totschlags an seiner damaligen Ehefrau verurteilt. Wörz saß 55 Monate im Gefängnis. 2009 wurde er in einem Wiederaufnahmeverfahren vom Landgericht Mannheim freigesprochen. Gravierende Ermittlungsfehler von Polizei und Staatsanwaltschaft hatten zu der Verurteilung (1998) geführt. Das Landgericht Mannheim hielt es für wahrscheinlich, dass der damalige Geliebte der Frau der Täter war. Dieser war von Beruf Polizist und wurde offenbar von seinen Polizei-Kollegen bei den Ermittlungen bewusst nicht behelligt.
- Jens Schlegel, 1998, Tatvorwurf: Räuberische Erpressung, Landgericht Nürnberg-Fürth, Urteil: 2,5 Jahre Haft, verbüßte Haft: 1,5 Jahre[28][29][30][31][32]
- Gerhard B., 1999, Tatvorwurf: Sexueller Missbrauch, Landgericht Mosbach, Urteil: 3 Jahre Haft[33][34][35][36]
- Artur Tokarczyk, 2000, Tatvorwurf: Gewerbsmäßige Steuerhehlerei, Amtsgericht Potsdam, Urteil: 2 Jahre Haft auf Bewährung, verbüßte Untersuchungshaft: 5 Monate, 2006 vom Landgericht Frankfurt (Oder) nachträglich freigesprochen, entstandener materieller Schaden: 8 Mio. Euro[37][38]

### 2001 bis 2005
- Kazim Görgülü ist der betroffene Vater in einem Familienrechtsstreit in Sachsen-Anhalt. Ihm wurde zwischen 2001 und 2008 durch fehlerhafte Rechtsanwendung das elterliche Sorgerecht für seinen Sohn verwehrt. Der Fall erregte Aufsehen, weil Entscheidungen des Amtsgerichts Wittenberg zu Gunsten Görgülüs immer wieder vom Oberlandesgericht Naumburg aufgehoben wurden. Eine Entscheidung des OLG Naumburg erklärte der Europäische Gerichtshof für Menschenrechte für mit der Europäischen Menschenrechtskonvention unvereinbar, weitere Entscheidungen des OLG Naumburg wurden vom Bundesverfassungsgericht aufgehoben. Letztlich wurden die beteiligten Richter des OLG Naumburg sogar wegen Rechtsbeugung angeklagt.
- Thomas Ewers wurde 2002 wegen angeblicher Vergewaltigung seiner Ex-Freundin vom Landgericht Dortmund zu einer Haftstrafe von sechs Jahren und acht Monaten verurteilt. Kurz nachdem er die volle Haftzeit abgesessen hatte, gab das vermeintliche Opfer zu, die Tat frei erfunden zu haben.
- Günther Kaufmann wurde 2002 aufgrund eines falschen Geständnisses wegen schwerer räuberischer Erpressung mit Todesfolge vom Landgericht München I zu 15 Jahren Haft verurteilt. Er wollte mit dem Geständnis seine kranke Ehefrau schützen, die drei Männer zu der Tat angestiftet hatte. Nachdem die wahren Täter verurteilt worden waren, kam Kaufmann wieder auf freien Fuß. 2005 wurde er in einem Wiederaufnahmeverfahren freigesprochen.
- Horst Arnold wurde 2002 wegen Vergewaltigung einer Arbeitskollegin vom Landgericht Darmstadt zu fünf Jahren Haft verurteilt. Grundlage der Verurteilung war die Aussage des vermeintlichen Opfers Heidi K., die sich später als frei erfunden herausstellte. Nachdem Heidi K. später vielfach durch abwegige Erzählungen aufgefallen war, kam es 2011 in einem Wiederaufnahmeverfahren zum Freispruch. Arnold hatte zu diesem Zeitpunkt die Haftstrafe bereits vollständig verbüßt. Wenige Monate nach dem Freispruch starb Arnold an einem Herzinfarkt. Heidi K. wurde 2013 wegen Freiheitsberaubung zu einer Haftstrafe von fünfeinhalb Jahren verurteilt.
- Fall aus Waldshut-Tiengen, 2003, Tatvorwurf: sexueller Missbrauch der Tochter, Landgericht Konstanz, Urteil: 3,5 Jahre Haft, verbüßte Haft: 2 Jahre[39][40][41][42][43]
- Ralf Witte wurde 2004 vom Landgericht Hannover zu einer langjährigen Haftstrafe verurteilt aufgrund von Aussagen der 15-jährigen Jennifer, wonach er sie gemeinsam mit ihrem Vater vergewaltigt habe. Aufgrund etlicher Unstimmigkeiten und nachdem das vermeintliche Opfer, das am Borderline-Syndrom leiden soll, später weitere unglaubhafte Geschichten zu Protokoll gegeben hatte, kam es zu einem Wiederaufnahmeverfahren. Dieses endete mit einem Freispruch, nachdem die Staatsanwaltschaft ihre neuen Erkenntnisse bezüglich Jennifer zunächst jahrelang für sich behalten und Witte bereits fünf Jahre seiner Haft verbüßt hatte.
- Norbert Kuß saß 683 Tage im Gefängnis infolge einer Falschaussage seiner Pflegetochter und infolge eines fehlerhaften Glaubwürdigkeitsgutachtens. Er war 2004 vom Landgericht Saarbrücken wegen mehrfachen sexuellen Missbrauchs seiner Pflegetochter zu einer Haftstrafe von drei Jahren verurteilt worden. 2013 wurde Kuß in einem Wiederaufnahmeverfahren nachträglich freigesprochen aufgrund eines neuen Glaubwürdigkeitsgutachtens, das zu dem Ergebnis kam, dass das ursprüngliche Gutachten gravierende methodische Mängel aufweise und die Schilderungen der Pflegetochter als nicht erlebnisorientiert anzusehen seien.
- Ulvi Kulaç wurde 2004 vom Landgericht Hof wegen Mordes an der neunjährigen Peggy Knobloch zu lebenslanger Haft verurteilt und wegen Schuldunfähigkeit in die geschlossene Psychiatrie eingewiesen. Zu dem Mord gab es weder eine Leiche noch sonstige Spuren. Überdies gab es im Verhältnis zu den Aussagen anderer Zeugen erhebliche Ungereimtheiten in der zeitlichen Abfolge. Die Verurteilung erfolgte allein aufgrund eines Geständnisses, das der geistig behinderte Kulaç nach stundenlangem Verhör abgegeben, aber später widerrufen hatte. Von dem Geständnis gibt es keine Tonaufzeichnung; es beruhte nur auf dem Gedächtnisprotokoll eines Ermittlers. 2014 hob das Landgericht Bayreuth die Verurteilung von Ulvi Kulaç aus dem Jahr 2004 auf.
- Herbert Becker saß infolge einer Falschaussage seiner Tochter siebeneinhalb Jahre im Gefängnis. Er war 2004 vom Landgericht Halle wegen Vergewaltigung seiner Tochter zu der Haftstrafe verurteilt worden. Das Gericht vertraute auf die eigene Fachkompetenz sowie die Angaben der Ärzte und verzichtete auf eine aussagepsychologische Begutachtung der Tochter. Erst als die Tochter in den folgenden Jahren weitere Männer der Vergewaltigung beschuldigte und die Anschuldigungen immer abstruser wurden, ließ die Staatsanwaltschaft sie begutachten. Der beauftragte Psychologe diagnostizierte bei der Tochter 2009 eine Persönlichkeitsstörung. Erst jedoch als Johann Schwenn auf den Fall aufmerksam wurde und die Wiederaufnahme des Verfahrens durchsetzte, wurde Becker 2012 nachträglich freigesprochen.
- Thilo H., 2004, Tatvorwurf: Vergewaltigung, Landgericht Frankfurt (Oder), verbüßte Haft: 3 Jahre; er wurde 2008 in einem Wiederaufnahmeverfahren vom Landgericht Potsdam freigesprochen, nachdem das vermeintliche Opfer zugegeben hatte, die Geschichte und den Tatvorwurf frei erfunden zu haben.[44]
- Gregor H., 2004, Tatvorwurf: gemeinschaftlich versuchter Mord und versuchte schwere Brandstiftung, Landgericht Potsdam, Urteil: 8 Jahre Haft, verbüßte Haft: 4 Jahre[45][46]
- Wolfgang Schwertz, 2005, Tatvorwurf: Mord, Landgericht Kiel, Urteil: lebenslängliche Haft, verbüßte Haft: 3,5 Jahre[47][48]
- Hermine Rupp: Rudolf Rupp verschwand im Oktober 2001 spurlos. Im Mai 2005 verurteilte das Landgericht Ingolstadt seine Ehefrau Hermine und den Verlobten einer der Töchter wegen Totschlags zu je achteinhalb Jahren Haft. Sie hatten unter zweifelhaften Umständen gestanden, Rupp erschlagen, zerstückelt und danach an die auf ihrem Bauernhof lebenden Tiere verfüttert zu haben. Diese Geständnisse hatten sie vor Prozessbeginn aber widerrufen. Im März 2009 wurde in der Donau der Mercedes-Pkw Rupps mit seiner Leiche gefunden. Damit war erwiesen, dass weite Teile der vom Gericht getroffenen Feststellungen falsch waren. Dennoch lehnte die Justiz eine Wiederaufnahme lange Zeit ab. Im Februar 2011 endete das Wiederaufnahmeverfahren mit einem Freispruch.[49] Die Verurteilten hatten ihre Haftstrafen damals bereits vollständig verbüßt.

### 2006 bis 2010
- Gustl Mollath war siebeneinhalb Jahre gemäß § 63 StGB im Maßregelvollzug untergebracht, weil er 2006 vom Landgericht Nürnberg-Fürth in einem Strafprozess aufgrund von Schuldunfähigkeit vom Vorwurf der mehrfachen Körperverletzung und der Sachbeschädigung zwar freigesprochen, wegen angenommener Gemeingefährlichkeit jedoch seine Unterbringung in der Psychiatrie angeordnet wurde. Nachdem die Strafvollstreckungskammer des Landgerichts Bayreuth und das Oberlandesgericht Bamberg über sechs Jahre hinweg diese Einweisung bestätigt hatten, wurden 2011 zahlreiche Zweifel an den Vorwürfen und an der Rechtsstaatlichkeit des Verfahrens laut. 2014 wurde in einem Wiederaufnahmeverfahren festgestellt, dass Mollath eine der drei ihm zur Last gelegten Taten zwar begangen habe, die Annahme einer Gemeingefährlichkeit und die Einweisung jedoch unrechtmäßig und unverhältnismäßig war.
- Holger Hellblau saß fünf Jahre im Gefängnis. Er war 2006 vom Landgericht Neuruppin zu lebenslanger Haft wegen Mordes verurteilt worden, weil er den Liebhaber seiner Ehefrau heimtückisch im Schlaf erstochen haben soll. 2010 wurde er in einem Wiederaufnahmeverfahren infolge neuer Beweise und einer DNA-Analyse nachträglich freigesprochen.[50][51][52]
- Klaus Dieter Overbeck wurde mit dem Tatvorwurf Vergewaltigung vom Landgericht Göttingen zu dreieinhalb Jahren Haft verurteilt. Dieses Urteil wurde in der Revision aufgehoben und es erfolgte schließlich der Freispruch.[53]

### Seit 2011
- Matthias G. saß knapp zwei Jahre in Haft, weil er seine Tochter über Jahre hinweg zum Sex genötigt haben sollte. Zunächst war er 2012 vom Landgericht Kempten zu zwölf Jahren Haft verurteilt worden. Nachdem der Bundesgerichtshof dieses Urteil aufgehoben hatte, wurde er in einem zweiten Prozess freigesprochen.[54][55][56]
- Clinton de Klerk saß wegen vermeintlicher Münzfälschung fast zwei Jahre in Untersuchungshaft und war vom Landgericht Frankfurt am Main bereits zu einer Haftstrafe verurteilt worden, bevor sich in der Revisionsinstanz beim Bundesgerichtshof herausstellte, dass gar kein Straftatbestand gegeben war.[57][58]
- Amed A., ein 26-jähriger Syrer, saß wegen einer Verwechslung mit einem Afrikaner aus Mali über zwei Monate in Haft. Erst nach einem Zellenbrand am 17. September 2018, in dessen Folge er verstarb, wurde bekannt, dass er zu Unrecht inhaftiert war. Außerdem stellte sich heraus, dass er gegen eine Zahlung von 285 Euro hätte freikommen können, was ihm vermutlich nicht mitgeteilt worden war.[59]
- Michael Perez war ab 2007 nach einem langwierigen, heftigen Nachbarschaftsstreit und daraus resultierender Körperverletzung mehrere Jahre aufgrund fragwürdiger Gutachten und Gerichtsentscheidungen in der Psychiatrie untergebracht, ab 16. Juni 2015 sogar unter verschärften Bedingungen.[60] Seine Schwester Bianka Perez schrieb ein kritisches Buch darüber, das zusätzlich Informationen zum ähnlich gelagerten Fall von Holger Zierd enthält.[61] Erst am 19. November 2018 kam Perez nach 10 Jahren in der geschlossenen Psychiatrie wieder frei.[62]
- Manfred Genditzki wurde 2012 vom Landgericht München II zu lebenslanger Haft verurteilt, weil er die von ihm betreute Lieselotte Kortüm in ihrer Badewanne ertränkt habe. Nachdem der BGH das Urteil wegen eines Verfahrensfehlers aufgehoben und an eine andere Kammer zurückverwiesen hatte, bestätigte auch diese die Verurteilung. Die Verteidiger und die meisten Prozessbeobachter hatten dabei fest mit einem Freispruch gerechnet. Ein Tatwerkzeug wurde weder identifiziert noch gefunden. Genditzki selbst beteuerte stets seine Unschuld. Das Verfahren wurde in mehreren Medien als Justizirrtum dargestellt. Auch der Kriminalist und Profiler Axel Petermann äußerte erhebliche Zweifel an Genditzkis Täterschaft. Nach einem erfolgreichen Wiederaufnahmeantrag wurde er im August 2022 aus der Haft entlassen, weil „kein dringender Tatverdacht mehr besteht“. Die darauf im Jahr 2023 folgende dritte Hauptverhandlung endete am 7. Juli 2023 mit einem Freispruch aus erwiesener Unschuld, nachdem selbst die Staatsanwaltschaft auf Freispruch plädiert hatte.[63]

## Mögliche weitere Justizirrtümer
Ein Justizirrtum im juristischen Sinne liegt jedenfalls dann vor, wenn die Fehlerhaftigkeit eines rechtskräftigen Urteils in einem Wiederaufnahmeverfahren festgestellt wird. Die gesetzlichen Hürden für ein Wiederaufnahmeverfahren sind in Deutschland sehr hoch, daher kommt es im Schnitt nur in jedem 8900. Fall überhaupt zu einem Wiederaufnahmeverfahren. Daher werden über die gerichtlich anerkannten Justizirrtums-Fälle hinaus in der Öffentlichkeit Fälle diskutiert, bei denen Zweifel an der tatsächlichen Schuld des Verurteilten bestehen, in denen es aber bisher nicht zu einem Wiederaufnahmeverfahren gekommen ist. Ähnlich in der Öffentlichkeit diskutiert werden oftmals Fälle, in denen es zwar am Ende zu keiner Verurteilung kam, der Beschuldigte aber einer Untersuchungshaft ausgesetzt war und sich später herausstellte, dass er von Anfang an unschuldig war oder es zumindest erhebliche Zweifel an den Anschuldigungen gibt. Außerdem werden in der Öffentlichkeit Fälle intensiv diskutiert, in denen ein gravierendes Fehlverhalten der Justiz und der Ermittlungsbehörden möglich scheint. Unter anderem folgende Fälle erlangten in diesem Zusammenhang besondere Bekanntheit:
- Albert Ziethen verbrachte bis zu seinem Tod 20 Jahre im Gefängnis. Er war 1884 vom Landgericht Elberfeld wegen Mordes an seiner Ehefrau zum Tode verurteilt worden. Die Strafe wurde dann in lebenslange Haft umgewandelt. Obwohl vier Jahre später der im Barbier-Betrieb von Ziethen arbeitende Lehrling den Mord gestanden hatte, kam es nicht zu einem Wiederaufnahmeverfahren. Das Landgericht Elberfeld hatte ein solches zwar beschlossen, jedoch war dieser Beschluss vom Oberlandesgericht Köln aufgehoben worden. Drei weitere Wiederaufnahmeanträge scheiterten 1893, 1897 und 1900.[65][66]
- Vera Brühne wurde 1962 zusammen mit dem Mitangeklagten Johann Ferbach vom Landgericht München II wegen gemeinschaftlichen Doppelmordes zu einer lebenslangen Haftstrafe im Zuchthaus verurteilt. Nach achtzehnjähriger Haft wurde sie 1979 von Ministerpräsident Franz Josef Strauß begnadigt und aus der Haft entlassen. Über das Urteil schrieb die Wochenzeitung Die Zeit 2001: „Vera Brühne – ob Mörderin oder nicht – hätte auf der Basis solch einseitiger und unsauberer Ermittlungen niemals verurteilt werden dürfen.“
- Franz-Josef Sträter saß 20 Jahre und sechs Monate in Haft für einen Mord an einer jungen Frau, den er 1983 im Sauerland begangen haben soll. Das Urteil war vom Landgericht Arnsberg infolge eines Geständnisses während seiner polizeilichen Vernehmung ergangen, das Sträter umgehend widerrufen hatte. Sträter beteuerte über die gesamte Haftzeit stets seine Unschuld. Der Kriminalwissenschaftler Thomas Müller hielt Sträter in einem Gutachten für unschuldig, weil für ihn feststeht, dass ein weiterer Mord im Sauerland vom selben Täter begangen wurde. Zum Zeitpunkt des zweiten Mords saß Sträter jedoch bereits in Haft. Zum gleichen Ergebnis wie Müller gelangte der Düsseldorfer Kriminalist Stephan Harbort. Das Geständnis Sträters weist einige Ungereimtheiten auf. Laut Sträter war dieses nur auf massiven Druck hin zustande gekommen. Es kam überdies zu zahlreichen Ermittlungspannen und -versäumnissen. Ein Antrag auf ein Wiederaufnahmeverfahren wurde vom Gericht abgewiesen.[67][68][69][70][71]
- Monika Weimar wurde 1988 vom Landgericht Fulda wegen Mordes an ihren beiden Töchtern zu einer lebenslangen Freiheitsstrafe verurteilt. In einem Wiederaufnahmeverfahren wurde sie 1997 freigesprochen. Nach einer Revision der Staatsanwaltschaft gegen diesen Freispruch fand ein weiterer Prozess statt, in dem sie 1999 vom Landgericht Frankfurt am Main erneut zu lebenslanger Haft verurteilt wurde. Weimar wurde 2006, nach insgesamt 15 Jahren Haft, aus dem Gefängnis entlassen.
- Rainer Möllers wurde im sog. Montessori-Prozess ab 1992 beschuldigt, als Erzieher in zwei Kindergärten in hunderten von Fällen insgesamt 55 Kinder sexuell missbraucht zu haben. Das Landgericht Münster sprach ihn nach zweieinhalb Jahren Prozessdauer frei. Möllers saß 26 Monate in Untersuchungshaft. Auslöser für diesen Strafprozess war der Belastungseifer der feministischen Beratungsstelle Zartbitter Coesfeld und die von dort jahrelang betriebene Suggestiv-Befragung von Kindern.
- In den Wormser Prozessen wurden zwischen 1993 und 1997 am Landgericht Mainz 25 Personen aus Worms und Umgebung wegen des massenhaften Kindesmissbrauchs im Rahmen eines angeblichen Pornorings angeklagt. Die Beschuldigten saßen mehrere Jahre in Untersuchungshaft. Die drei Prozesse endeten 1996 und 1997 mit Freispruch für alle 25 Angeklagten. In dem Urteil heißt es: „Den Wormser Massenmissbrauch hat es nie gegeben“ sowie „Bei allen Angeklagten, für die ein langer Leidensweg zu Ende geht, haben wir uns zu entschuldigen.“ Ausgelöst wurden die Anklagen durch übersteigerten Belastungseifer des Vereins Wildwasser Worms.
- Andreas Kühn ist der verurteilte Täter im sog. Gorillamasken-Bankräuber-Fall. Er wurde 2001 vom Landgericht Stuttgart zu 13 Jahren Haft verurteilt. Das Urteil stützt sich u. a. auf ein anthropologisches Vergleichsgutachten anhand der Aufnahmen aus einer Überwachungskamera sowie auf weitere Indizien. In einem neuen anthropologischen Vergleichsgutachten, das vom ehemaligen Arbeitgeber Kühns beauftragt worden war, führte der Sachverständige aus, dass der Täter der Banküberfälle mit an Sicherheit grenzender Wahrscheinlichkeit nicht identisch mit Andreas Kühn sei. In dem Gutachten wurden 17 Unterschiede der beiden Profile festgestellt, wie Haargrenze, Unterkiefer, Ohren u. a. Darunter war auch ein Leberfleck am Ohr des Täters. Kühn hat dort jedoch keinen Leberfleck. Ein Wiederaufnahmeantrag wurde vom Gericht abgewiesen.[72][73][74][75][76][77][78][79]
- Marijan S., 2004, Tatvorwurf: Brandstiftung und tateinheitlich begangenen Mordes, Urteil: lebenslänglich[80][81][82]
- Peter Böttcher, 2007, Tatvorwurf: Vergewaltigung, Halle (Saale)[53][83][84]
- Kim Jung, 2008, Tatvorwurf: räuberische Erpressung und gefährliche Körperverletzung, Landgericht Essen, Urteil: 5,5 Jahre Haft, verbüßte Haft: 3,5 Jahre[57][85][86]
- Benedikt T. wurde 2008 vom Landgericht München I wegen Mordes an seiner Tante Charlotte B. zu einer lebenslangen Haftstrafe verurteilt. Außerdem wurde die besondere Schwere der Schuld vom Gericht festgestellt. Die Bürgerinitiative ProBence fordert wegen Ungereimtheiten ein Wiederaufnahmeverfahren. Die Familie von Benedikt T. hat 250.000 Euro Belohnung für neue Hinweise in dem Mordfall ausgelobt.
- Jost Mayer, 2009, Tatvorwurf: Vergewaltigung, Stuttgart, 77 Tage Untersuchungshaft[87]
- Fritz Kerler, 2010, Tatvorwurf: Brandstiftung und versuchter zehnfacher Mord, Beratzhausen, 70 Tage Untersuchungshaft[88]
- Andreas Darsow ist der als Täter Verurteilte im sogenannten „Doppelmord von Babenhausen“-Fall. Er wurde 2011 vom Landgericht Darmstadt in einem Indizienprozess wegen Mordes zu einer lebenslangen Haftstrafe verurteilt. Manche Beobachter fordern unter Verweis auf Ungereimtheiten ein Wiederaufnahmeverfahren in diesem Fall. Dazu hat sich 2011 eine Bürgerinitiative namens „Monte Christo“ gegründet.
- Ilona Haslbauer verbrachte gegen ihren Willen siebeneinhalb Jahre in der forensischen Psychiatrie, weil sie eine Nachbarin mit einem Einkaufswagen gerammt haben soll. Die Einweisung in den Maßregelvollzug durch das Landgericht Regensburg und insbesondere die Dauer dieser Freiheitsentziehung wurden als völlig unverhältnismäßig zum Tatvorwurf kritisiert. Es hatte überdies einander widersprechende Gutachten gegeben, die Haslbauer einerseits als voll schuldfähig und andererseits als nicht schuldfähig infolge eines paranoiden Gedankensystems erachteten. 2014 wurde Haslbauer aus der forensischen Psychiatrie entlassen.
- Werner Mazurek wurde letztinstanzlich im Jahr 2011 vom Bundesgerichtshof zu lebenslänglicher Haft wegen des Mordes an Ursula Herrmann verurteilt. Das Verfahren, das den fast 30 Jahre alten Fall abschloss, beruhte ausschließlich auf Indizien, von denen das innerhalb von 24 Stunden widerrufene Geständnis eines mittlerweile Verstorbenen und eine Tonbandaufzeichnung wesentlich waren. Werner Mazurek bestreitet seine Schuld bis heute. Auch der Bruder des Opfers bezweifelt die Schuld und hat ein Zivilverfahren gegen den Verurteilten angestrengt, um die Umstände des Falles gerichtlich neu klären zu lassen. Das Zivilgericht kam hinsichtlich der Täterschaft zu keinem abweichenden Ergebnis.[89][90][91][92]
- Michael Rook, 2011, Tatvorwurf: Bestechlichkeit, Landgericht Augsburg, Urteil: 5 Jahre und 3 Monate Haft, verbüßte Haft: 3,5 Jahre. Am 31. Mai 2017 wurde die Zivilklage von MediaMarktSaturn gegen den ehemaligen Manager des Unternehmens Michael Rook vom Landgericht Itzehoe abgewiesen. Diese Entscheidung wurde von dem Landgericht damit begründet, dass die Angaben des Hauptbelastungszeugens Bruno Herter zur Tatbeteiligung von Rook nicht nur „nicht glaubhaft“ seien, dieser habe außerdem ein „beachtliches Falschbelastungsmotiv“.[93]